# NGC 705
NGC 705 je galaksija u zviježđu Andromeda.

## Vanjske poveznice
- SEDS: NGC 705